# Hậu Giang
Hậu Giang ist eine  Provinz von Vietnam. Sie liegt im Süden des Landes in der Region Mekong-Delta.

## Distrikte
Hau Giang gliedert sich in fünf Distrikte:
- Châu Thành
- Châu Thành A
- Long Mỹ
- Phụng Hiệp
- Vị Thủy

Die Städte Vị Thanh (Provinzhauptstadt) und Ngã Bảy sind eigene Gemeinden.